# Ingerborg Gerstenberg-Müller
Ingeborg Gerstenberg-Müller, kaldte sig senere Gerstenberg-Møller (26. juli 1860 i Frederiksdal - 8. februar 1942) var en dansk forfatter. 
I 1886 udkom hendes debut, romanen Brydninger.